# Louise de Marillac
Louise de Marillac, född 12 augusti 1591 i Paris, Frankrike, död 15 mars 1660 i Paris, var en fransk ordensgrundare. Tillsammans med prästen Vincent de Paul grundade hon 1633 Filles de la Charité (Barmhärtighetens döttrar) med uppgift att vårda fattiga och sjuka. 
Louise de Marillac vördas som helgon inom Romersk-katolska kyrkan. Hennes minnesdag firas den 15 mars.

## Biografi
Louise de Marillac hade en önskan att bli nunna, men hon fick av sin själasörjare rådet att gifta sig. 1613 gifte hon sig med den välbeställde Antoine Le Gras. Paret fick en son, Michel, under äktenskapets första år. Marillac undrade dock om familjeliv var hennes sanna kallelse. Maken blev 1622 svårt sjuk, och det visade sig vara tuberkulos. Han avled tre år senare, och strax därefter träffade Marillac prästen Vincent de Paul med vilken hon grundade en kvinnlig orden, Barmhärtighetens döttrar. Marillac var ordens priorinna fram till sin död, 1660.
Louise de Marillacs oförmultnade kropp vilar i en glassarkofag i kapellet Notre Dame de la Médaille Miraculeuse på Rue de Bac (7:e arrondissementet) i Paris.